# Strona (budowa książki)

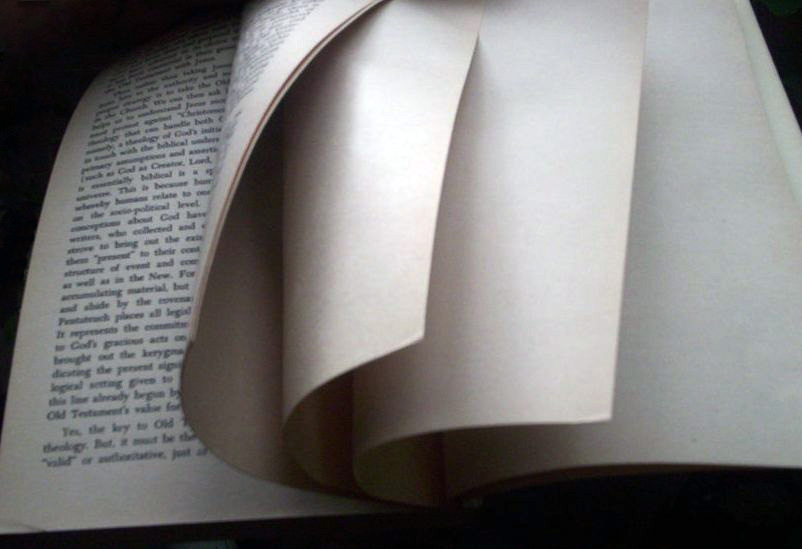
Strony w książce

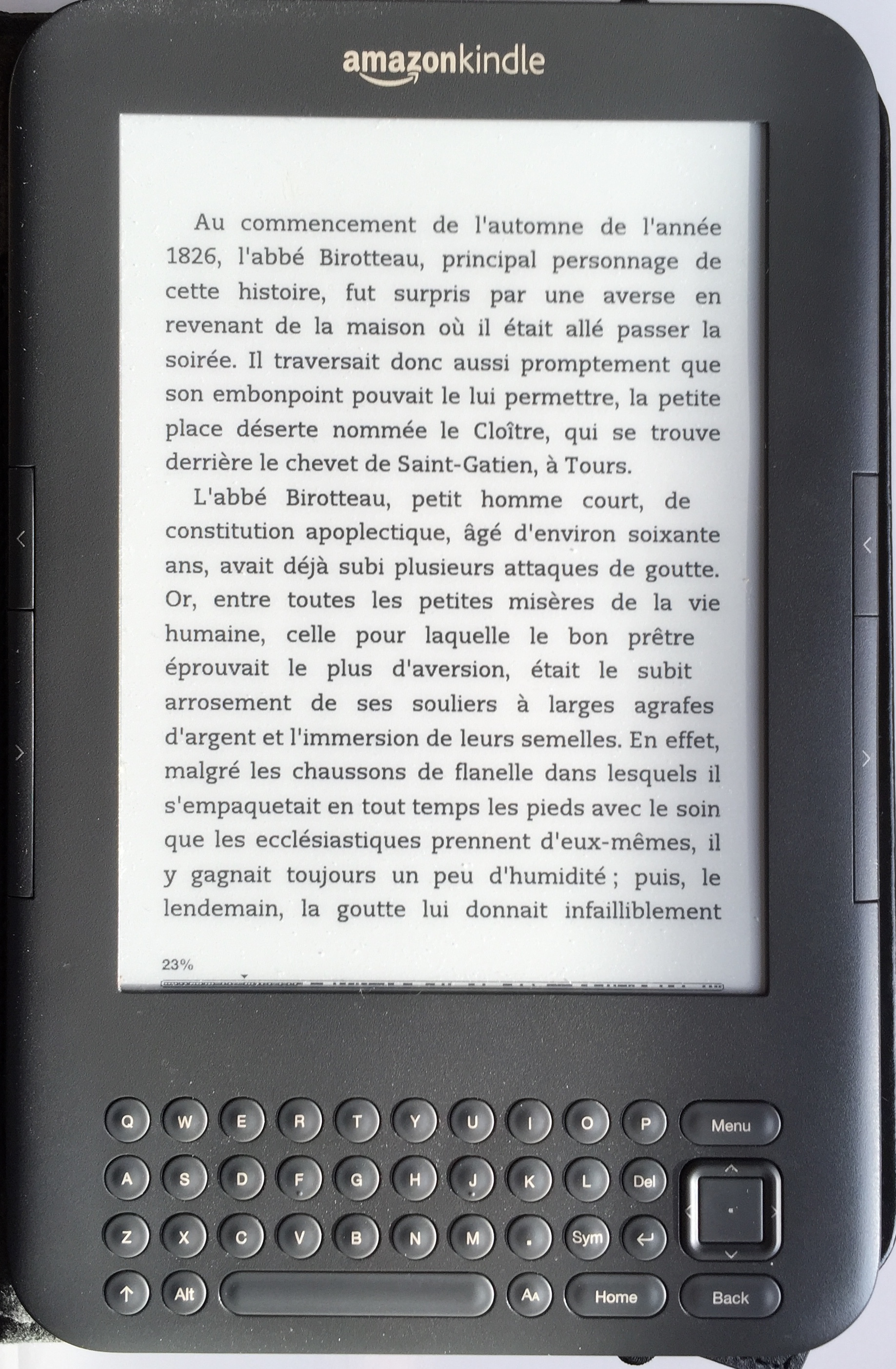
Strona w e-booku

Strona, stronica – każda z dwóch powierzchni karty papieru lub innego materiału (np. pergaminu, welinu, papirusu), może też być elektroniczna (np. w e-booku).
Zazwyczaj jest częścią książki, czasopisma, zeszytu lub innych wytworów poligraficznych. Może zawierać tekst, ilustracje bądź pozostać pusta. Stanowi jednostkę miary tekstu (np. Książka ma 120 stron). Dawniej stronę określało się mianem paginy, obecnie jednak termin ten służy do nazywania liczb oznaczających kolejne stronice w publikacji.

## Strona w typografii

Rozplanowanie elementów na stronicy stanowi przedmiot pracy typografa

Strona (stronica) jest jednym z głównych pojęć w typografii. W jej obrębie znajduje się kolumna tekstowa ograniczona marginesami. Stały układ tych oraz innych elementów (kolorystyka całości, użyte kroje pisma, liczba łamów, wielkość interlinii itd.) na stronicy w danej publikacji nazywany jest layoutem. Strony nieparzyste to strony recto, a parzyste – verso.